# Lista de tecnologias de exibição
Lista com a comparação de várias propriedades das diferentes tecnologias de exibição. As principais tecnologias de exibição são LCD e seus derivados (tela de pontos quânticos, LCD retroiluminado por LED, WLCD, OLCD), plasma e OLED e seus derivados (OLED transparente, PMOLED, AMOLED). Uma tecnologia emergente é Micro LED e tecnologias canceladas e agora obsoletas são SED e FED .

## Características gerais
| Display tecnologia                   | Shape da tela | Largura diagonal             | Largura diagonal             | Uso típico | Usable in bright room |
| Display tecnologia                   | Shape da tela | (in)                         | (cm)                         | Uso típico | Usable in bright room |
| ------------------------------------ | --- | ---------------------------- | ---------------------------- | --- | --------------------- |
| Eidophor front projection            | Flat | (limited only by brightness) | (limited only by brightness) | TV | Não                   |
| Shadow mask CRT                      | Spherical curve or Flat | 42                           | 107                          | TV, Computer monitor,                                                                                               | Sim                   |
| Aperture grille CRT                  | Cylindrical curve or Flat                                                                                                  | 42                           | 107                          | TV, Computer monitor                                                                                                | Sim                   |
| Monochrome CRT                       | Spherical curve or Flat | 30                           | 76                           | TV Computer monitor, Radar display, Oscilloscope                                                                    | Sim                   |
| Direct view Charactron CRT           | Spherical curve | 24                           | 61                           | Computer monitor, Radar display                                                                                     | Não                   |
| CRT self-contained rear-projection   | Flat lenticular | 80                           | 203                          | TV | Sim                   |
| CRT front projection                 | Flat | (limited only by brightness) | (limited only by brightness) | TV or presentation                                                                                                  | Não                   |
| Plasma display panel (PDP)           | Flat | 152                          | 386                          | TV, Computer monitor (In some early "portable" computers. They required too much power for battery-powered laptops) | Parcial               |
| Direct view LCD                      | Flat | 110                          | 274                          | TV, Computer monitor                                                                                                | Sim                   |
| LCD self-contained rear-projection   | Flat lenticular | 70                           | 178                          | TV | Sim                   |
| LCD front-projection                 | Flat | (limited only by brightness) | (limited only by brightness) | TV or presentation                                                                                                  | Sim                   |
| DLP self-contained rear-projection   | Flat lenticular | 120                          | 305                          | TV | Sim                   |
| DLP front-projection                 | Flat | (limited only by brightness) | (limited only by brightness) | TV or presentation                                                                                                  | Sim                   |
| LCoS self-contained rear-projection  | Flat | 110                          | 279                          | TV | Sim                   |
| LCoS front-projection                | Flat | (limited only by brightness) | (limited only by brightness) | TV or presentation                                                                                                  | Sim                   |
| Laser self-contained rear projection | Flat lenticular | 75                           | 191                          | TV | Sim                   |
| LED                                  | Flat | 279.92                       | 711                          | Billboards, TV | Sim                   |
| SED                                  | Flat | 55                           | 140                          | Computer monitor, TV                                                                                                | Sim                   |
| FED                                  | Flat | ?                            | ?                            | Computer monitor, TV                                                                                                | Sim                   |
| EPD (e-paper)                        | Flat (flexible) | ?                            | ?                            | Electronic paper | Sim                   |
| OLED                                 | Any, but most commonly flat rectangular with or without rounded edges, notch(es) and holes, circular, or curved (flexible) | 88                           | 223.52                       | Computer monitor, TV, Mobile phone                                                                                  | Sim                   |
| 'LED' LCD                            | Flat rectangular, circular, semi circle                                                                                    | 80                           | 203                          | TV, Computer monitor                                                                                                | Sim                   |
| 'QLED' LCD                           | Curved or Flat | 80                           | 203                          | TV, Computer monitor                                                                                                | Sim                   |
| Telescopic pixel display             | |                              |                              | |                       |
| Ferroelectric LCD                    | |                              |                              | |                       |
| 'mLED' LED                           | Curved or Flat | ??                           | ??                           | Mobile phone, Wearable Electronics, VR Display, Smartwatch, Optical Instruments, AR Display                         | Sim                   |
| QDLED                                | — | —                            | —                            | — | Sim                   |
| IMOD                                 | Flat | 1.2                          | 3                            | Mobile phone | Sim                   |
| Laser Phosphor Display (LPD)         | Flat / Box | 196                          | 497.8                        | Presentation | Sim                   |
| Virtual retinal display              | Any shape | —                            | —                            | Experimental, possibly virtual reality                                                                              | Depends on system     |

## Características temporais
Diferentes tecnologias de exibição têm características temporais muito diferentes, levando a diferenças de percepção de movimento, cintilação, etc.
A figura mostra um esboço de como diferentes tecnologias apresentam uma única moldura branca/cinza. O tempo e a intensidade não estão em escala. Observe que alguns têm uma intensidade fixa, enquanto o período iluminado é variável. Este é um tipo de modulação por largura de pulso. Outros podem variar a intensidade real em resposta ao sinal de entrada.
- Os DLPs de chip único usam uma espécie de "multiplexação cromática" na qual cada cor é apresentada em série. A intensidade é variada pela modulação do tempo "ligado" de cada pixel dentro do intervalo de tempo de uma cor. Os DLPs multichip não são representados neste esboço, mas teriam uma curva idêntica à tela de plasma.
- Os LCDs têm uma imagem constante (backlit), onde a intensidade é variada bloqueando a luz que brilha através do painel.
- Os CRTs usam um feixe de elétrons, escaneando a tela, exibindo uma imagem iluminada. Se o entrelaçamento for usado, uma única imagem de resolução total resulta em dois "flashes". As propriedades físicas do fósforo são responsáveis pelas curvas de subida e descida.
- Os monitores de plasma modulam o tempo "ligado" de cada subpixel, semelhante ao DLP.
- As salas de cinema usam um obturador mecânico para iluminar o mesmo quadro 2 ou 3 vezes, aumentando a frequência de cintilação para torná-lo menos perceptível ao olho humano.